# San Juan Lachao
San Juan Lachao è un comune del Messico, situato nello stato di Oaxaca.